# Sehr witzig?! – Der Witze-Stammtisch
Sehr witzig?! ist eine Unterhaltungsshow im Programm von Puls 4, die ihre Premiere am 22. Februar 2016 um 21:05 Uhr feierte. Moderiert wird sie abwechselnd von Gery Seidl, Lydia Prenner-Kasper, Gerald Fleischhacker und Angelika Niedetzky. Ausgestrahlt werden die neuen Ausgaben montags um 21:15 Uhr mit Sommerpausen.

## Inhalt
Hierbei messen sich Moderator Gery Seidl, Kabarettistin Lydia Prenner-Kasper, Komiker Harry Prünster und ein mit jeder Ausgabe abwechselnder Prominenter im Witzeerzählen.
Es werden in jeder neuen Runde vier verschiedene Karten mit unterschiedlichen Witzekategorien (Politiker, Blondinen, Beamte, Nonnen, Männer …) mit jeweils eigenen Punktezahlen, aufgelegt. Der erzählte Witz kann von den anderen drei Bewerbern gewertet werden. Zudem gibt es einen „Publikumsjoker“, bei welchem die Kandidaten Hilfe aus dem Publikum nehmen können, falls ihnen kein Witz einfällt, und den „Ich kann‘s besser“ Joker, bei dem ein Kandidat versuchen kann, einen besseren Witz zu erzählen.
Der Kandidat, welcher die meisten Punkte hat, gewinnt die Partie. Der Verlierer hingegen muss die Getränke der Runde zahlen, welche in einem als Bar gestaltetem Studio stattfindet und vom Wirt „Schurli“ betrieben wird. Für die musikalische Untermalung sorgt „Bernd die Band“.
Seit 18. Februar 2019 wird die Sendung, anlässlich der 100. Ausgabe umstrukturiert. Sie wird neben Gery Seidl abwechselnd von Lydia Prenner-Kasper, Gerald Fleischhacker und Angelika Niedetzky moderiert, wobei nur mehr Prenner-Kasper und Harry Prünster "Stammgäste" bleiben.